# A miña sogra e mais eu
A minha sogra e mais eu é uma série de televisão produzida por Voz Audivisual para a TVG no ano 2004. O argumento centra-se num ator desempregado, Óscar, que não tem mais remédio que ir viver com a família à casa da sogra, Ana.

## Reparto
- Ana Kiro (Ana, a sogra)
- Marcos Orsi (Óscar Ledo, o genro)
- Carolina Vázquez (Alícia, a mulher)
- Sara Casasnovas (Carol, a filha)
- Adrián Seijas (Róber, o filho)
- Teté Delgado (Núria, empregada da agência de viagens)
- Xoán Pérez (Ricardo, chefe de Alícia e Núria)
- Santi Romay (David, camareiro do Universal)
- Evaristo Calvo (Fidel, o representante)
- Marta Castro (Elvira, a amiga de Ana)
- Xosé Luís Bernal (Telmo, pretendente de Ana)

## Episódios
1. A grande ilusão
2. Chovendo pedras
3. Sabotagem
4. O substituto
5. Otelo
6. O rei da comédia
7. Adivinha quem vem esta noite
8. A vida num fio
9. Crise? Que crise?
10. Nasceu uma estrela
11. Suspeita
12. A família… e um mais
13. Viagem a nenhuma parte
14. Bola de fogo
15. Pequeno grande homem
16. Tens um e-mail
17. Giro inesperado
18. Touro selvagem
19. A idade da inocência
20. A grande bouffe
21. Presunto inocente
22. Nos braços da mulher madura
23. O jogo de Hollywood
24. Vivem
25. A fogueira das vaidades
26. Voando a Rio

## Outras ligações
- «Primeiro episódio d'A minha sogra e mais eu». na Página dos 25 anos da TVG
- «A minha sogra e mais eu». na AVG de Culturagalega.org
- A miña sogra e mais eu. no IMDb.